# 준층의 극한과 여극한
범주론에서 범주 {\displaystyle C}에 대한 준층의 극한 또는 여극한은 함자 범주 {\displaystyle {\widehat {C}}=\mathbf {Fct} (C^{\text{op}},\mathbf {Set} )}의 극한 또는 여극한이다.
범주 {\displaystyle {\widehat {C}}}는 작은 극한들과 작은 여극한들을 인정한다. 명시적으로, 만약 {\displaystyle f:I\to {\widehat {C}}} 가 작은 범주 {\displaystyle I}에서 정의된 함자고, {\displaystyle U}는 {\displaystyle C}의 대상이면, {\displaystyle \varinjlim _{i\in I}f(i)}는 점별로 계산된다.
{\displaystyle (\varinjlim f(i))(U)=\varinjlim f(i)(U).}
이는 작은 극한에 대해서도 마찬가지이다. 구체적으로 이것은, 예를 들어, 올 곱이 존재하고 점별로 계산됨을 의미한다.
{\displaystyle C}가 작은 경우 요네다 보조정리에 따라 {\displaystyle C}를 {\displaystyle {\widehat {C}}}의 꽉찬 부분 범주로 볼 수 있다. 만약 {\displaystyle \eta :C\to D}가 함자이고 {\displaystyle f:I\to C}가 작은 범주 {\displaystyle I}에서 정의된 함자이고 {\displaystyle {\widehat {C}}} 안의 여극한 {\displaystyle \varinjlim f}가 표현가능하면, 즉, {\displaystyle C}의 한 대상과 동형이면, {\displaystyle D} 안에서,
{\displaystyle \eta (\varinjlim f)\simeq \varinjlim \eta \circ f.}
(특히 오른쪽 여극한은 {\displaystyle D}에 존재한다. )
밀도 정리는 모든 준층이 표현 가능한 준층의 여극한임을 나타낸다.

## 참고 문헌
- Kashiwara, Masaki; Schapira, Pierre (2006). 《Categories and sheaves》.